# Becker County
Becker County er et county i Minnesota i USA. År 2000 havde Becker County 30.000 indbyggere. Det administrative centrum (county seat) er Detroit Lakes.
Becker County har et areal på 1.743 km², hvoraf 349 km² er vand.

## Naboamter
Becker County grænser til:
- Mahnomen County – mod nord
- Clearwater County – mod nordøst
- Hubbard County – mod nordøst
- Wadena County – mod sydøst
- Otter Tail County – mod syd
- Clay County – mod vest
- Norman County – mod nordvest

- Wikimedia Commons har flere filer relateret til Becker County

46°55′48″N 95°40′12″V / 46.93000°N 95.67000°V